# Vila Amalija
Vila Amalija (Villa Amalia) je jedan od prvih anarhističkih skvotova u Atini, Grčka. Zauzet je 1990. Nalazi se blizu Viktorija trga. Tamo se veoma često održavaju pank, rok, hardkor i uopšte andergraund dešavanja. 
Policija je tri puta izbacivala skvotere, ali su oni svaki put ponovo re-skvotirali mesto. 

## Spoljašnje veze
- Članak o skvotu na atinskoj Indimediji Архивирано на веб-сајту  (11. март 2007) (језик: грчки)